# Раф Сімонс
Раф Ян Сімонс (нід. Raf Simons; нід. вимова: [rɑf ˈsimɔns]; (12 січня 1968 , Neerpeltd, Лімбург ) — бельгійський модельєр. Розпочавши з дизайну меблів, запустив власний бренд чоловічого одягу в 1995 році. Обіймав посаду графічного дизайнера Jil Sander (2005—2012), Christian Dior (2012—2015) та Calvin Klein (2016—2018). З 1 квітня 2020 року обіймає посаду співкреативного директора Prada у партнерстві з Міуччою Прада .

## Походження та навчання
Раф Сімонс народився 12 січня 1968 року в Нерпельті, Бельгія, в сім'ї нічного сторожа в армії Жака Сімонса та прибиральниці Альди Бекерс.
Сімонс вивчав промисловий дизайн і дизайн меблів у Школі мистецтв LUCA у Генку в 1991 році. Протягом цього часу Саймонс збирався в антверпенському кафе Witzli-Poetzli з такими людьми, як Олів'є Ріццо, Віллі Вандерперре, Девід Вандевал і його тодішньою дівчиною Веронік Бранкіньо, щоб обговорити моду, а саме Гельмут Ланг та Мартін Маржела.
Він почав працювати дизайнером меблів для різних галерей, попередньо простажувавшись у дизайн-студії Вальтера ван Бейрендонка між 1991 та 1993 роками
Вальтер ван Бейрендонк взяв його на Тиждень моди в Парижі, і саме тоді Сімонс вперше побачив показ мод — повністю біле шоу Мартіна Маржели в 1991 році, — що надихнуло Сімонса звернутися до модного дизайну.

## Кар'єра

### Лейбл Raf Simons

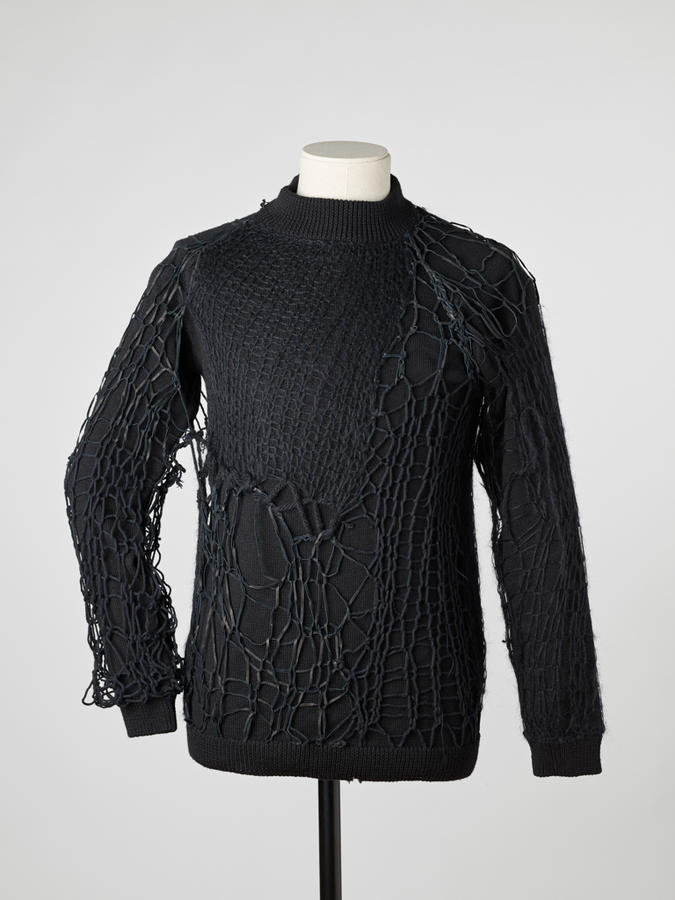
Светр з павутинкою, джерсі з накладкою з бавовни, шкіри та мохеру ручної в'язки. Колекція «Радіоактивність» осінь-зима 1998—1999. (Художній музей, Школа дизайну Род-Айленда (Музей RISD))

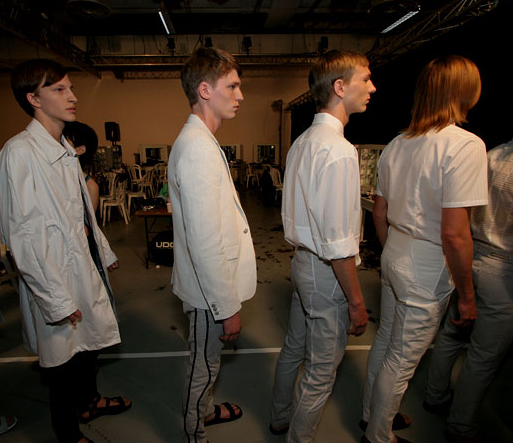
Раф Сімонс: колекція осінь-зима 2007 року (моделі за лаштунками)

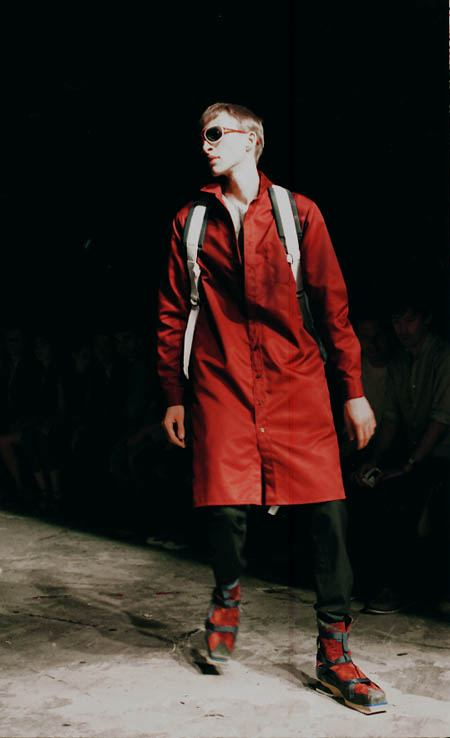
Дефілююча модель Raf Simons під час колекції весна-літо 2008 року

Анімація взуття Рафа Саймонса (світлина 2021 року)

Заохочуваний Ліндою Лоппою, керівником відділу моди Королівської академії Антверпену, Сімонс став дизайнером чоловічого одягу та запустив свій бренд Raf Simons у 1995 році. Його перша колекція була осінь-зима 1995 року, і в ній були представлені дві вуличні моделі у відеопрезентації. З осені-зими 1995 року до весни-літа 1997 року колекції Сімонса демонструвалися або на презентаціях, або на відео. Восени-взимку 1997 року відбувся його перший показ у Парижі, з образами «американських студентів коледжу та англійських школярів із фоном нової хвилі та панку». Рання естетика Сімонса включала молодіжну культуру з різних джерел, наприклад, колекція весна-літо 2000 року, яка черпала натхнення як від студентів MENSA, так і від молодіжної субкультури Габбер (переважно голландський та бельгійський рух, пов'язаний з хардкор-техно-музикою). Музика стала невід'ємною частиною творчості Сімонса з відсиланнями до музичних діячів, таких як Річі Едвардс із Manic Street Preachers та Ян Кертіс із Joy Division та його колекція осінь-зима 1998 року (Radioactivity), яка демонструє образи, створені за зразком представників німецького електрогурту Kraftwerk .
У березні 2000 року Сімонс закрив свою компанію, щоб взяти перерву після колекції осінь-зима 2000 (Confusion). Після нової угоди з бельгійським виробником, Gysemans Clothing Industry, компанію було відновлено на осінь-зиму 2001 року. Протягом цього часу міжнародна популярність Сімонса зросла з колекцією для весни-літа 2002 року (Горе тим, хто плює на покоління страху … Вітер віднесе його назад) ставши одним із його найвпливовіших завдяки своєму «багатошаровому, з капюшоном, зловісному образу міського партизана». Компанію було реструктуровано в жовтні 2004 року за допомогою дистриб'юторської угоди з Futurenet (Європа та США) та Mitsui & Co. (Азія), а потім ліцензійної угоди з Futurepresent (спільне підприємство Futurenet та Mitsui Italia). Ця угода завершилася колекцією весна-літо 2011 року.
Естетика бренду Raf Simons змінилася з 2005 року, як стверджує колишній редактор Arena Homme Plus Джо-Енн Фернісс: «Ключовим поворотним моментом став A/W 04-05 (Хвилі), коли нав'язливі коди молодіжної культури його минулого були знищені, перетворивши на одяг, який мав суто порядок та форму». У червні 2005 року був випущений Raf by Raf Simons, який продавався за нижчою ціною. Сімонс також випустив книгу Raf Simons: Redux про перші 10 років своєї кар'єри. Поряд із публікацією також відбулася виставка робіт Сімонса та показ мод під відкритим небом на виставці Pitti Immagine Uomo у Флоренції, Італія, для ретроспективи кар'єри дизайнера у 38-річному віці.
У 2008 році за співпраці з художниками Стерлінгом Рубі та Роджером Гіорнсом у Токіо та Осаці в Японії відкрилися два флагманських автономних магазини Raf Simons. У колекції осінь-зима 2009 року відбулася перша рекламна кампанія Raf Simons, фотографом якої став Віллі Вандерперре. У 2011 році Raf by Raf Simons був замінений на Raf Simons 1995, дифузійну лінію, що включає елементи з ранніх колекцій Сімонса. Raf Simons 1995 також включає предмети для дому, а саме ковдри та подушки.
21 листопада 2022 року Раф Сімонс оголосив через свої канали в соціальних мережах, що колекція SS23 стане останньою колекцією лейблу, перш ніж він закриє його після завершення сезону.

#### Співпраця
З 2008 року Сімонс створює колекції за співпраці з британським брендом Fred Perry. З весни-літа 2008 року Сімонс співпрацював з Ліндою Ферроу над колекцією сонцезахисних окулярів для бренду. З осені-зими 2009 року Сімонс також співпрацює з виробником кросівок Asics . Для показу осінь-зима 2013 року було оголошено про нову лімітовану серію взуття, яка була створена спільно з Adidas та включала п'ять різних дизайнів.
Сімонс розробив три колаборації з американським виробником сумок Eastpak: весна-літо 2008, осінь-зима 2008 та весна-літо 2009 років. Співпраця продовжилася в сезоні осінь-зима 2013 року.
У 2009 році Сімонс використав денім, вибілений художником Стерлінгом Рубі, для створення капсульної колекції джинсів та піджаків. У 2014 році Сімонс знову співпрацював з Рубі, спільно розробляючи колекцію осінь-зима 2014 року, яка була представлена замість однойменної лінії Сімона та носила лейбл «Raf Simons/Sterling Ruby».
У 2014 році Раф Сімонс розпочав співпрацю з данською дизайнерською та текстильною компанією Kvadrat, яка прагнула створити колекцію текстилю та аксесуарів. Колекція Kvadrat / Raf Simons отримала велике визнання в засобах масової інформації та вирізняється поєднанням кольорів і матеріалів, якими дизайнер відомий у світі моди. Пізніше Раф Сімонс включив текстиль Kvadrat/Raf Simons у свою колекцію чоловічого одягу A/W 15.
У 2016 році Раф Сімонс співпрацював із Фондом Роберта Меплторпа для створення колекції весна-літо 2017 року. Колекція уперше була представлена на Pitti Uomo у Флоренції (Італія).

### Джил Сандер
У червні 2005 року Сімонс був призначений креативним директором лейбла Jil Sander його власником Prada Group (який пізніше був придбаний Change Capital Partners, а потім GIBO Co. SpA, італійською дочірньою компанією японської фірми Onward Holdings Co. Ltd). Це був перший випадок, коли дизайнер створював жіночий одяг та аксесуари, а також створював чоловічі колекції бренду.
Під час роботи в Jil Sander Сімонс змінив естетику бренду від суворого мінімалізму та розширив його комерційну привабливість, створивши лінійку жіночого одягу Jil Sander Navy. У 2010 році було помічено, що творчість Сімонса набула більш химерного повороту, коли він представив першу з трьох колекцій, натхненних кутюр, кожна з яких грала з формами, кольорами та пропорціями, пов'язаними з високою модою, і була його найжіночнішою на сьогоднішній день.
Чутки про те, що Сімонс є серйозним кандидатом на заміну дизайнера Ів Сен-Лорана Стефано Пілаті, кілька разів з'являлися в пресі — востаннє у вересні 2011 року Пізніше преса повідомила, що Сімонс брав участь у співбесіді на посаду креативного директора Christian Dior, яка залишалася вакантною після звільнення Джона Гальяно в березні 2011 року. Остання колекція Сімонса для Джил Сандер була осінь-зима 2012 року після його звільнення Onward Holdings на користь повернення Джил Сандер. Збірка була добре сприйнята.

### Крістіан Діор
У квітні 2012 року було оголошено, що Сімонс замінить Джона Гальяно на посаді креативного директора Dior, завершивши перехідний період після звільнення Гальяно з цієї почади. Однак він не розробляв колекції чоловічого одягу, оскільки креативним директором Dior Homme залишився його колега, бельгійський дизайнер Кріс ван Асше.
Перша колекція Сімонса для Haute Couture осінь-зима 2012 року була добре прийнята, оскільки дизайнер зосередився на ідеях 1950-х роках, граючи з деякими з відомих силуетів Крістіана Діора: лінія А та лінія H, а також піджак Bar.
Сімонс сказав, що він прагне «повернути деякі емоції до того, що я відчував у дев'яностих, тому що я бачу багато дивовижного одягу, але я не бачу багато емоцій зараз».
У 2014 році Фредерік Ченг написав сценарій і зняв документальний фільм під назвою «Діор та я» або французькою «Діор і моі» про Рафа Сімонса, «як він створював свою першу колекцію від кутюр для Dior». Світова прем'єра документального фільму відбулася на кінофестивалі в Трайбеці .
22 жовтня 2015 року Сімонс пішов у відставку з посади креативного директора жіночого одягу Christian Dior після трьох з половиною років роботи в бренді. У своїй заяві дизайнер заявив: «Це рішення цілком і в рівній мірі базується на моєму бажанні зосередитися на інших інтересах у моєму житті, включаючи власний бренд, і пристрасті, які не дають мені можливості сповна віддаватися роботі». Повідомляється, що від'їзд був узгоджений обома сторонами, і заміна не була названа.

### Calvin Klein
2 серпня 2016 року Calvin Klein, Inc., дочірня компанія, що повністю належить PVH Corp., оголосила про призначення Сімонса креативним директором бренду.
Як CCO Сімонс очолював креативну стратегію бренду Calvin Klein у всьому світі в рамках брендів Calvin Klein Collection, Calvin Klein Platinum, Calvin Klein, Calvin Klein Jeans, Calvin Klein Underwear і Calvin Klein Home. Він також керував усіма аспектами дизайну, глобального маркетингу та комунікацій, а також візуальних творчих послуг. Після його прибуття Келвін Кляйн уклав угоду з Фондом візуальних мистецтв Енді Воргола про надання Сімонсу безпрецедентного доступу до архіву Воргола протягом трьох років.
Перша колекція Сімонса дебютувала в осінньому сезоні 2017 року, про що New York Magazine заявив, що «найочікуваніший модний показ за десятиліття виявився блискучим».
У грудні 2018 року Calvin Klein та Сімонс оголосили про те, що вони «полюбовно розлучаються» після того, як Calvin Klein «визначився з новим напрямком бренду, відмінним від творчого бачення Simons».

### Prada
У 2020 році Міучча Прада та Патріціо Бертеллі, креативний директор і виконавчий директор Prada Group, оголосили про призначення Сімонса співкреативним директором Prada. Перша спільно розроблена колекція була представлена весною-літом 2021 року під час модного показу в Мілані в Італії.

## Інші інтереси
З 2000 року Сімонс виступає консультантом колекції мистецтв Cigrang Freres у Бельгії. Він також колекціонує мистецтво особисто, до його приватної колекції входять роботи Евана Голловея, Майка Келлі, Стерлінга Рубі, Сінді Шерман і Браяна Келвіна. З жовтня 2000 року по червень 2005 року Сімонс викладав моду у Віденському університеті прикладних мистецтв, покинувши його через зростаючу прихильність до бренду Jil Sander.
Сімонс був куратором низки виставок, у тому числі: «Керівник героїв» у Хассельті, Бельгія, та «Четвертий секс» у Флоренції, Італія. У 2003 році була випущена супровідна публікація до першої, яку редагували Сімонс і Франческо Бонамі. У 2011 році він також був куратором триденної виставки та події The Avant/Garde Diaries: Transmission1 у співпраці з Mercedes Benz, на якій були представлені роботи Пітера Севілла, Костянтина Грчіча, Пітера де Поттера та These New Puritans.
Дизайнер співпрацював із багатьма художниками як у своїх однойменних колекціях, так і для Джил Сандер, зокрема Френкі Клейса (Raf Simons Spring–Summer 1998 Black Palms) і Пітера Севіля (Raf Simons Fall–Winter 2003 Closer). Його дизайни також включали роботи Пабло Пікассо (Jil Sander Spring–Summer 2012) та Браяна Келвіна (Raf Simons Fall–Winter 2012 Run Fall Run).
Серед давніх партнерів — фотограф Віллі Вандерперре, перший помічник / генеральний менеджер Роббі Снедерс, стиліст Олів'є Ріццо та художник Пітер де Поттер. У червні 1996 року Сімонс брав участь у виставці 2001 (-3), куратором якої був Террі Джонс, під час Бієнале моди у Флоренції. Серія фотографій і книга «Ізолйовані герої» стали результатом співпраці з британським фотографом Девідом Сімсом улітку 1999 року, де були представлені моделі, одягнені в костюми Raf Simons весна-літо 2000 року. Ізольовані герої були пересувною виставкою протягом 2000—2001 років.
У лютому 2001 року Сімонс був спеціальним запрошеним редактором журналу iD Magazine, №. 206, The Inspiration Issue, з обкладинкою, сфотографованою Віллі Вандерперре та оформленою Олів'є Ріццо.

## У масовій культурі
У 2008 році Каньє Вест взяв інтерв'ю у Сімонса для Interview, заявивши, що він надихнув його четвертий студійний альбом 808s &amp; Heartbreak. У 2015 році він назвав Сімонса основним джерелом впливу на свою першу колекцію (відому як Yeezy Season 1).
Сімонс був популярний серед різних музикантів Blackbear, Ріанни, Кендріка Ламара, Тревсіа Скотта, Future, Raekwon, ASAP Rocky, Lil Uzi Vert, Big Sean, Дрейка та Juice Wrld, які або згадували його, або носили його одяг, чи відкрито захоплювався його роботою. У 2017 році популярний нью-йоркський реп-гурт, відомий як A$AP MOB, випустив пісню під назвою « RAF» за участю Quavo, Playboi Carti, Lil Uzi Vert та Френка Оушена . Офіційний відеокліп вийшов 24 липня 2017 року.
Італійський репер Rosa Chemical у 2020 році написав пісню у своєму альбомі «FOREVER» під назвою «Raf Simons».

## Публікації
- Simons, Raf and David Sims. Isolated Heroes. Connection NV, Antwerp. 2000. ISBN 978-9110369283
- Bonami, Franceso, Maria Luisa Frisa and Raf Simons (ed). The Fourth Sex: Adolescent Extremes. Edizioni Charta, Milan. 2003. ISBN 978-8881584048
- De Potter, Peter and Raf Simons. Raf Simons: Redux. Maria Luisa Frisa (ed). Edizioni Charta, Milan. 2005. ISBN 978-8881585434

## Нагороди та визнання
- 2003 — Swiss Textiles Award[48];
- 2017 — CFDA Fashion Award, Дизайнер року (як жіночого, так і чоловічого одягу)[49];
- 2017 — Дизайнер року, British Fashion Council[22].